# Львовские обеты

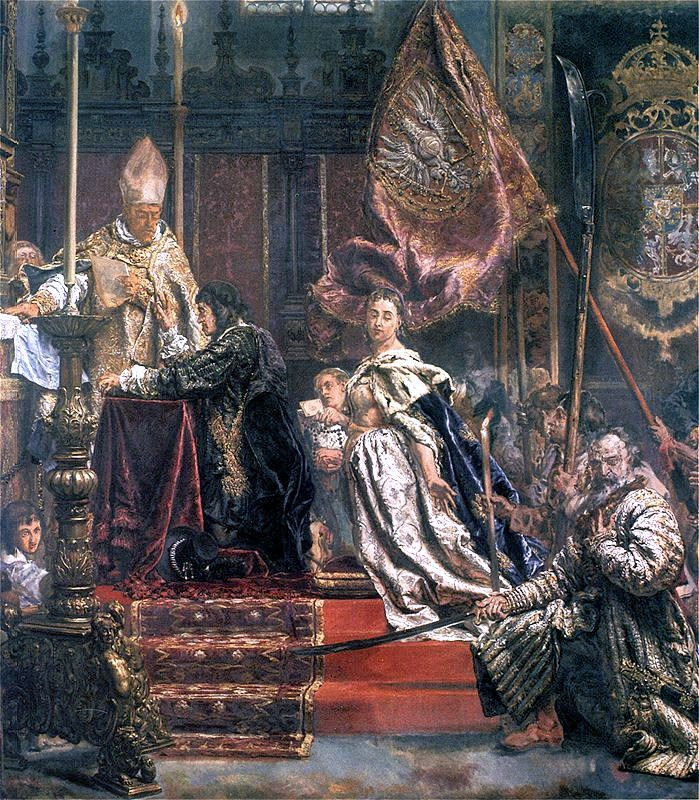
Львовские обеты Иоанна Казимира, часть изображения картины Яна Матейко

Львовские обеты — обеты, которые дал 1 апреля 1656 года во время шведского потопа король Ян II Казимир Ваза в кафедральном соборе Успения Пресвятой Девы Марии во Львове во время святой мессы, проводимой нунцием Пьетро Видони перед образом Божьей Матери Милостивой. Автором текста львовских обетов короля Иоанна Казимира был святой Андрей Боболя.

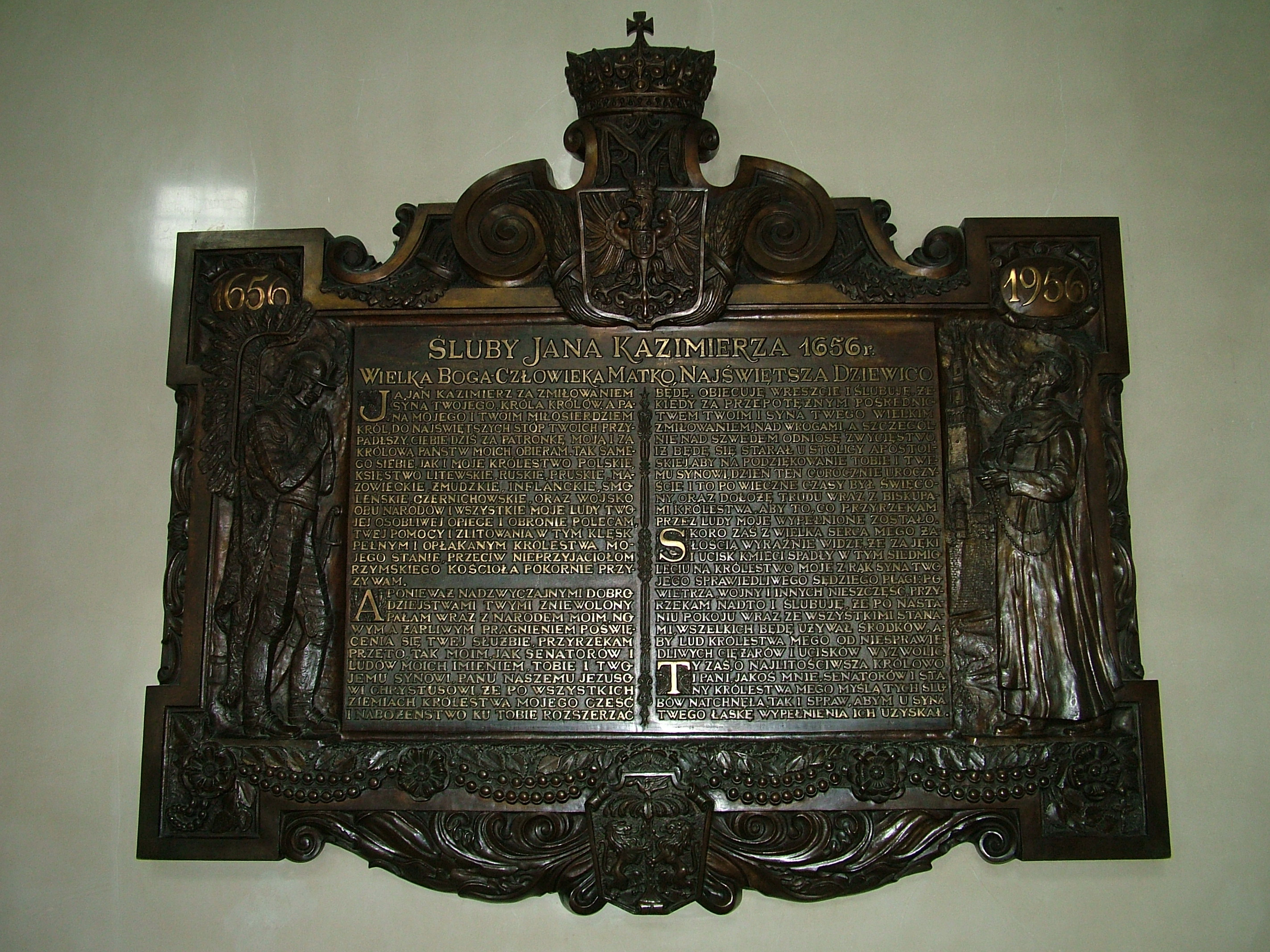
Памятная доска с текстом обетов в рыцарском зале собора на Ясной Горе

К тому времени Речь Посполитая была почти полностью захвачена Швецией и Россией. Обеты короля были призваны поднять на борьбу с противниками не только шляхту, но и весь народ. Монарх отдал Республику под опеку Матери Божьей, которую он назвал Королевой Польши и обещал улучшить положение крестьян и мещан, как только Речь Посполитая обретёт свободу. После клятв короля, от имени сенаторов и шляхты, их, как самый старший по возрасту, зачитал королевский вице-канцлер епископ краковский Андрей Тшебицкий, а все присутствующие повторили слова обета.
Обещания в отношении низших сословий так и не были реализованы из-за решительного возражения шляхты.
Обеты были даны по инициативе королевы Речи Посполитой Марии Луизы Гонзаги, по образу обетов кардинала Ришельё, который за двадцать лет до того, победив своих врагов, предал Францию под опеку Божьей Матери.

## В искусстве
- Генрик Сенкевич. Потоп